# Aedes rupestris
Aedes rupestris är en tvåvingeart som beskrevs av Nikolas Vladimir Dobrotworsky 1959. Aedes rupestris ingår i släktet Aedes och familjen stickmyggor. Inga underarter finns listade i Catalogue of Life.